# Resolució 591 del Consell de Seguretat de les Nacions Unides
La Resolució 591 del Consell de Seguretat de les Nacions Unides, aprovada per unanimitat el 28 de novembre de 1986, després de recordar les resolucions 418 (1977), 421 (1977), 473 (1980) i 558 (1984), el Consell va enfortir l'embargament d'armes obligatori contra la Sud-àfrica de l'apartheid imposat per la Resolució 418 i la va fer més completa. La resolució 591 pretenia esclarir els termes vagues de les resolucions anteriors sobre el tema.
El Consell reconeix la lluita del poble sud-africà, que demana l'establiment d'un estat democràtic amb drets civils i polítics complets consagrats en la Declaració Universal dels Drets Humans (1948). També va condemnar el "règim racista" a Sud-àfrica per la seva repressió contra els opositors de l'apartheid, la matança de manifestants, el tancament de presos polítics i el desafiament de les resolucions del Consell de Seguretat i l'Assemblea General.
La resolució insta als Estats membres a que els components dels elements embargats no arribin a Sud-àfrica a través de països tercers, incloses les peces de recanvi per a aeronaus i altres equips militars pertanyents a Sud-àfrica, i qualsevol dels elements que altres països puguin sentir que es destinin a ser utilitzats per militars o la Policia sud-africana. Els articles inclouen avions, motors o parts d'avions, equips electrònics i de telecomunicacions, ordinadors i vehicles de quatre rodes. En termes de "armes i material relacionat" de la Resolució 418, això incloïa armes nuclears, estratègiques i convencionals, tots els vehicles i equips policials militars i paramilitars i altre material relacionat. El Consell va instar particularment a la cooperació en matèria nuclear.
A continuació, el Consell va demanar als Estats membres que no rebessin importacions d'armes, municions o vehicles militars de Sud-àfrica, i va demanar als que encara no ho havien fet de posar fi a tots els intercanvis i visites, inclòs el personal del govern. També va demanar als Estats membres i als que no siguin membres de les Nacions Unides que no participin en cap activitat al país que pugui contribuir a la capacitat militar de Sud-àfrica, per la qual cosa la legislació nacional hauria de reflectir-ho. No obstant això, malgrat que no estaven d'acord amb les polítiques d'apartheid, alguns estats encara cooperaven amb Sud-àfrica; Israel i la dictadura militar de Xile li van proporcionar armes i Paraguai va actuar com un tercer país on es lliuraven els béns. A més, molts Estats membres de les Nacions Unides van observar la resolució, els estats i els territoris no membres, inclosos Taiwan, van veure una proporció creixent de les seves empreses que operaven a Sud-àfrica, tot i que no necessàriament proporcionaven armes, a causa de la pressió d'altres estats.
Finalment, la Resolució 591 va demanar al Secretari General Javier Pérez de Cuéllar que informés sobre el progrés de l'aplicació de la resolució actual a tot tardar el 30 de juny de 1987.
Tot i que la resolució va ser aprovada per unanimitat, les seves normes eren voluntàries. Les sancions es van aixecar sota la Resolució 919 el 1994.